# 청구권적 기본권
청구권적 기본권이란 국민이 국가를 대상으로 자신의 권리나 이익이 침해되거나 침해될 우려가 있을 때 그에 대하여 일정한 행위를 적극적으로 추구할 수 있는 권리를 가르키는 단어이다. 청구권적 기본권은 다른 기본권을 보장하기 위한 수단적 권리로써 특징을 가진다.

## 의의
청구권적 기본권은 국민이 국가를 대상으로 불합리한 일이나 자신의 권리가 침해될 우려가 있을 때 이해 대해서 정당한 기본권 행사를 가진다. 청구권적 기본권은 사회보장제로서의 성격과 국가책임제로서의 성격을 모두 가지며 타인의 범죄행위로 인하여 생명이나 신체에 대한 피해를 입은 경우에 법률이 정하는 바에 의하여 국가에 구조금을 청구할 수 있는 권리이다. 홉스와 스피노자의 질서국가사상과 이념적으로 조화되며 대한민국에서는 1987년에 제9차 개헌으로 대한민국 헌법의 하나가 되었다. 전세계적으로 본다면 청구권적 기본권이 최초로 헌법에 규정된 것은 1929년에 멕시코가 가장 먼저 헌법으로 규정되었다.

## 종류
청구권적 기본권의 종류에는 다음과 같이 존재한다.
- 청원권
- 재판청구권
- 국가배상청구권
- 범죄피해자 구조청구권
- 형사보상 청구권

## 같이 보기
- 기본권
- 청구권